# 마사 마시 메이 마릴린
《마사 마시 메이 마릴린》(영어: Martha Marcy May Marlene)은 2011년 개봉한 미국의 심리 스릴러 드라마 영화이다. 숀 더킨의 장편 영화 감독 데뷔작이며 그가 각본 역시 맡았다. 배우 엘리자베스 올슨의 영화 데뷔작이기도 하다.

## 줄거리
캐츠킬산맥에 위치한 컬트 집단에서 지도자 패트릭으로부터 “마시 메이”라는 이름을 받았던 마사는 그곳에서 2년을 보낸 뒤 도망친다. 이제 22살이 된 마사는 소원해진 언니 루시에게 연락해 도움을 청하고, 코네티컷주의 평화로운 호숫가 집에서 루시, 루시의 남편 테드와 함께 지내기 시작한다. 그러나 컬트에서의 경험은 여전히 마사를 짓누르고 있어 마사는 평온한 일상을 보내지 못하고 두려움에 사로잡힌다.

## 출연진
- 엘리자베스 올슨
- 존 호크스
- 세라 폴슨
- 휴 댄시
- 브레이디 코베이
- 크리스토퍼 애벗
- 마리아 디지아
- 줄리아 가너
- 루이자 크라우스